# Hakon Ahnfelt-Rønne
Hakon Ahnfelt-Rønne (* 18. Juni 1890 in Kopenhagen; † 30. März 1927 ebenda) war ein dänischer Stummfilmschauspieler.

## Leben
Hakon Ahnfelt-Rønne wuchs als jüngstes von acht Kindern des Dänen Benjamin Rønne (1853–1899) und der aus Schweden stammenden Johanna Ahnfelt (1852–1917) in Kopenhagen auf, wo er zeitlebens wohnte.
Nach seinem Schulabschluss absolvierte er von 1907 bis 1910 seine Schauspielausbildung an der Eleveskole des Königlichen Theaters Kopenhagen, wo er am 23. Oktober 1910 auch sein Bühnendebüt als Darsteller hatte. Er wirkte als Bühnendarsteller in zahlreichen Theaterstücken, Operetten und in Varieté-Shows mit, so unter anderem auch am Betty-Nansen-Theater, am Folketeatret, am Aarhus Teater oder am Odense Teater. Ab 1913 wirkte er als Schauspieler vor der Kamera in mehreren Stummfilmen mit.
Ahnfelt-Rønne war in erster Ehe mit der Schauspielerin Lili Bech verheiratet. Die Ehe blieb kinderlos. In zweiter Ehe war er von 1920 bis zu seinem Tod mit der aus Norwegen stammenden Margaretha Schnitler (1893–1962) verheiratet. Aus der Ehe ging die Tochter Pia Ahnfelt-Rønne hervor, welche später ebenfalls den Schauspielberuf ergriff. Ahnfelt-Rønne starb im März 1927 im Alter von nur 36 Jahren. Er wurde auf dem Solbjerg-Parkfriedhof in Frederiksberg beigesetzt.

## Filmografie (Auswahl)
- 1913: Studenten skifter Skilte
- 1913: De Dødes Ø
- 1914: Lets Lind
- 1914: Guldhornene
- 1922: Den var engang